# Handball-Bayernliga 2007/08
Die Handball-Bayernliga 2007/08 wurde unter dem Dach des „Bayerischen Handballverbandes“ (BHV) organisiert und ist die höchste Spielklasse des Landesverbandes Bayern. Die Bayernliga ist nach der Bundesliga, der 2. Bundesliga und der Handball-Regionalliga eine der vierthöchsten Spielklassen im deutschen Handball.

## Saisonverlauf
Die Handball-Bayernliga 2007/08 war die fünfzigste Ausspielung der Handball-Bayernligasaison.

### Modus
Es wurde eine Hin- und Rückrunde gespielt. Nach Abschluss der daraus resultierenden 24 Spieltage stieg der „Bayerische Meister“ in die Regionalliga Süd (3. Liga) auf, die Plätze zehn bis dreizehn mussten in die beiden Staffeln der Landesliga absteigen. Der Modus war für Männer und Frauen gleich.

## Teilnehmer und Platzierungen
Nicht mehr dabei waren der Auf- und die Absteiger aus der Vorsaison. Neu dabei waren die Absteiger (A) aus der Regionalliga Süd und die Aufsteiger (N) aus den Landesligen. Im Verlaufe der Saison traten dreizehn Mannschaften in der Bayernliga an. 

### Abschlusstabelle
Saison 2007/08 
| Platz | Mannschaft               | Spiele | Punkte |
| ----- | ------------------------ | ------ | ------ |
| 1.    | TSV Friedberg            | 24     | 45:3   |
| 2.    | TuS Fürstenfeldbruck (A) | 24     | 42:16  |
| 3.    | TSV Ottobeuren           | 24     | 30:18  |
| 4.    | TSV Lohr                 | 24     | 28:20  |
| 5.    | DJK Rimpar (N)           | 24     | 26:22  |
| 6.    | TSV Trudering            | 24     | 26:22  |
| 7.    | DJK Waldbüttelbrunn      | 24     | 24:24  |
| 8.    | TSV Winkelhaid (N)       | 24     | 24:24  |
| 9.    | TSV Haunstetten (N)      | 24     | 21:27  |
| 10.   | SG Regensburg            | 24     | 21:27  |
| 11.   | TSV 2000 Rothenburg      | 24     | 17:31  |
| 12.   | TSV Aichach              | 24     | 6:42   |
| 13.   | VfB Forchheim (A)        | 24     | 3:45   |

Bereich des „Bayerischen
Handballverbandes“ (BHV)

(A) = Absteiger aus der Regionalliga Süd (N) = neu in der Liga
  Bayerischer Meister und Aufsteiger zur Regionalliga Süd 2008/09

 Für die Bayernliga 2008/09 qualifiziert

### Frauen
- Der ESV 1927 Regensburg wurde Bayerischer Meister und hat sich für die Regionalliga 2008/09 der Frauen qualifiziert.